# Boa Nova
Boa Nova é um município brasileiro do estado da Bahia.

## História
Os primeiros desbravadores da região onde se situa o município foram os bandeirantes João da Silva Guimarães, André da Rocha Pinto e João Gonçalves da Costa. Eles estavam em busca do ouro das lendárias minas auríferas existentes na serra do Timorante. Tal exploração se deu no período de 1744 a 1790.
Próximo a 1800 se estabeleceu definitivamente na chamada Fazenda de Uruba, o Capitão-mor Antônio Dias de Miranda, filho do bandeirante João Gonçalves da Costa. Dessa fazenda e a partir de seus descendentes se irradiou os primeiros povoamentos que com o tempo passou a se denominar Boca do Mato.
O príncipe Maximilian zu Wied-Neuwied fez um relato de sua passagem pela região em 1817 no seu livro 'Viagem ao Brasil'.
O nome Boa Nova surgiu mais ou menos em 1860, quando, ao passar por essa região, certo frade que voltando de uma missão na vila de Vitória da Conquista se perdeu nas selvas, sendo socorrido por moradores da terra. Em recompensa o frade ofereceu uma estampa de Nossa Senhora da Boa Nova, pedindo que construísse no local uma capela. O fazendeiro Antonio Coelho Sampaio, seu genro e um dos filhos de João Gonçalves Costa, foi quem se encarregou disto. Foi seu primeiro vigário o Padre Exupério de Souza Gomes.
A povoação foi elevada à vila em 1903, e em 1918 foi criada a freguesia. O município de Boa Nova foi elevado a cidade no dia 6 de agosto de 1921.
O gravatazeiro (Rhopornis ardesiacus), uma ave endêmica da Mata de Cipó e ameaçada de extinção é encontrada nas matas da região, e se tornou o símbolo dos esforços de conservação das florestas de Boa Nova.

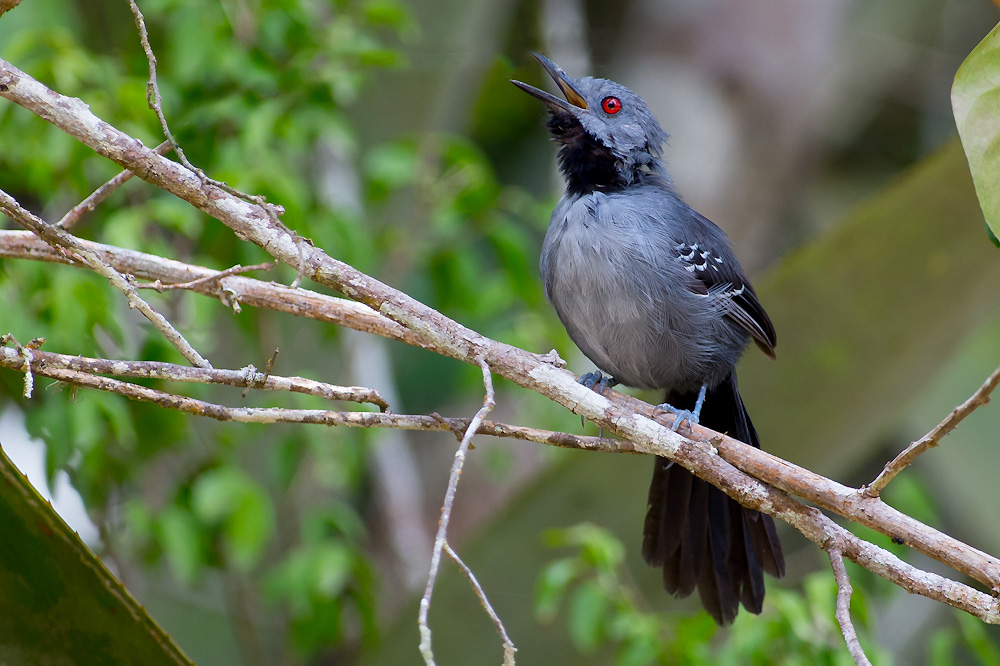
Gravatazeiro

De 2003 à 2017, a SAVE Brasil, representada pelo ornitólogo Edson Ribeiro Luiz, atuou na região de Boa Nova, uma área que abriga quase 450 espécies de aves, sendo algumas endêmicas e ameaçadas. Nesse sentido, a SAVE Brasil desenvolveu um trabalho de engajamento comunitário no município, para sensibilizar a população sobre a importância do gravatazeiro, culminando com inúmeros resultados práticos de conservação. Em pouco tempo, a ave se tornou um orgulho para a cidade, virando nome de time de futebol, tema para o trabalho de artistas, e ao mesmo tempo o desmatamento e a caça entraram em declínio.
Para proteger o habitat do gravatazeiro e das outras várias espécies ameaçadas de extinção que viviam ali, era necessário também transformar essa região em área protegida. Após o entrave envolvendo a licença da mineradora Rio Tinto para extrair bauxita nas áreas onde as unidades de conservação seriam construídas, a SAVE Brasil negociou com a empresa para que esta formalizasse a desistência de explorar a área e, assim, abrisse o caminho para a criação das unidades de conservação.
Em 2010 foi criado por decreto presidencial o Parque Nacional de Boa Nova e o Refúgio de Vida Silvestre de Boa Nova que totalizam mais de 27.000 hectares de áreas protegidas, isso representa cerca de 31% da área do município. Somente o Parque Nacional ocupa uma área de aproximadamente 12.000 hectares, dos quais 2.000 hectares são referentes à Fazenda Liberdade, que pertenceu ao Dr. Mauro Barreira de Alencar, que em vida sempre se preocupou em preservar a área que hoje denomina-se, em sua homenagem, Mata Dr. Mauro, e que faz parte da unidade de conservação.

## Cultura
Entre agosto de 1987 e julho de 1990 foi publicado na cidade o 'Jornal Sem Censura', vinculado a Associação de Desenvolvimento Comunitário de Boa Nova, feito de forma artesanal em formato A4 por estudantes universitários e de ensino médio que residiam em Boa Nova e Salvador. O jornal era impresso em gráficas de sindicatos de trabalhadores em Salvador e distribuído em Boa Nova com apoio de parte da população local.
O jornalista Roberto D´arte lança o Jornal GAMBOA (acrônimo de Grupo dos Amigos de Boa Nova), em maio de 2000, uma iniciativa inovadora para o município, buscando cumprir a missão de resgatar a cultura e história boanovense.
O advogado boanovense Nesmar Andrade publica o livro de crônicas 'Retratos de Boa Nova' pela Editora Scortecci no ano de 2003, que trata dos esportes, política, cultura e sobre o povo singular dessa pacata cidade baiana. Levando para o Brasil e para o mundo as histórias inusitadas do município. O Campeonato de Queima de Pentelho, os jogos de futebol no campo da Lapinha, a água da Biquinha, as partidas de bilhar no bar de Zé Marinho e outras singularidades da cidade, passaram a ser íntimos de muitas pessoas que nem sequer tinham ido a Boa Nova. Em novembro de 2003, as curiosas histórias de Boa Nova narradas por Nesmar Andrade em seu livro o levaram a ser entrevistado no Programa do Jô apresentado pelo comediante Jô Soares na Rede Globo.
Em março de 2008 é criado o Instituto Adroaldo Moraes – IAM, uma organização civil sem fins lucrativos, que tem por objetivo promover, apoiar e defender a educação, a cultura e a cidadania, em todas as suas manifestações, além da defesa do meio ambiente e preservação do patrimônio histórico-ambiental no município de Boa Nova e região. A partir do projeto 'Baú de Fotos & Recordações de Boa Nova' iniciado em 2013 pelo Instituto Adroaldo Moraes, em janeiro de 2022 é lançado o livro 'Boa Nova 100 imagens, 100 anos'.

## Turismo
É possível fazer diversas trilhas em serras e morros com os guias locais disponíveis para acompanhar os visitantes, bem como existe um crescente turismo científico, ecológico e de observação de aves.
Há uma série de cachoeiras e mirantes que atraem frequentemente diversos turistas da região, como a cachoeira Sete de Setembro, Caldeirões do Rio do Chumbo, Lagedo dos beija-flores, Serra do Timorante, Mirante do Rio do Chumbo, Morro do Inglês, Cruzeirão, etc.

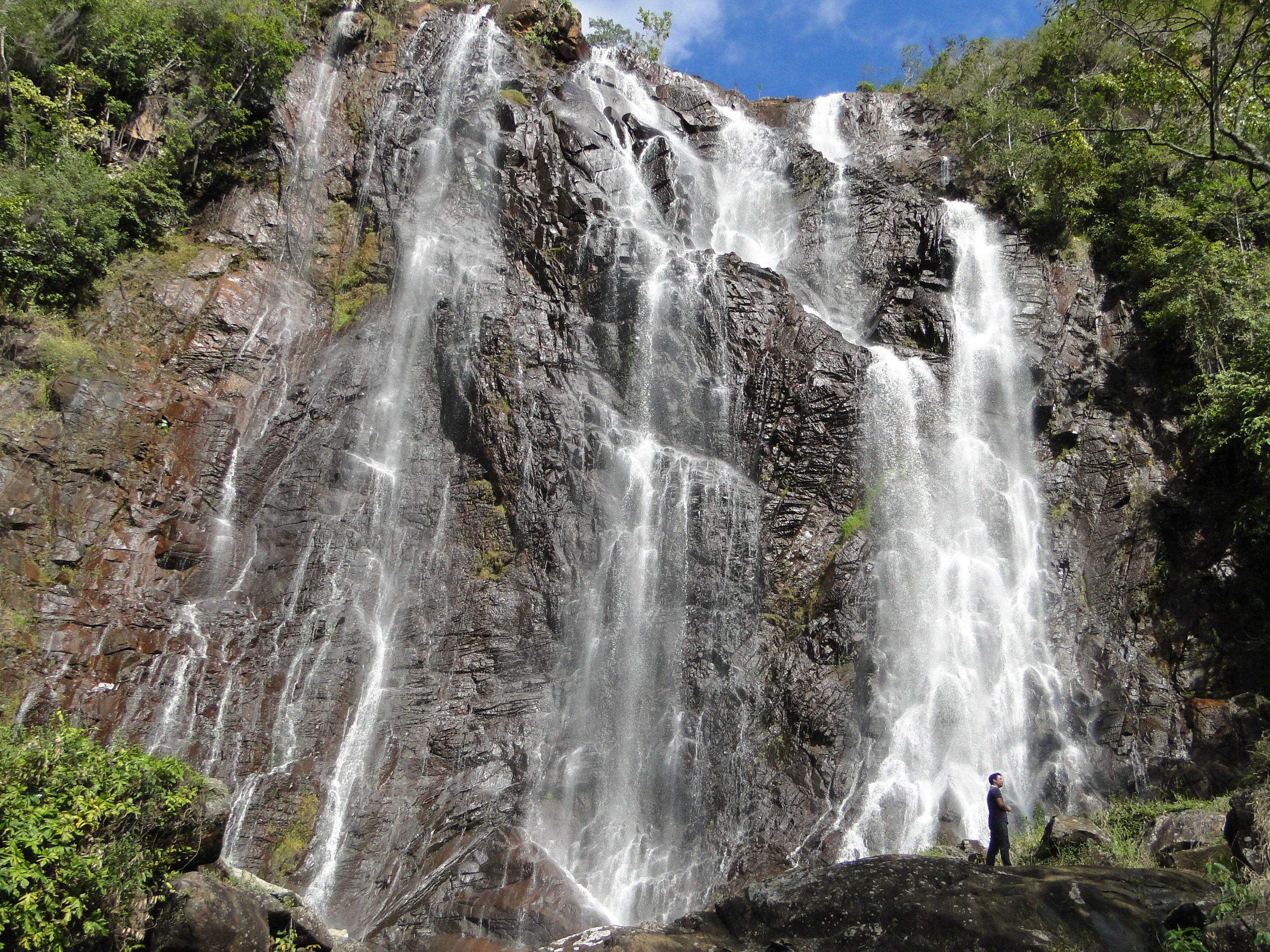
Cachoeira Sete de Setembro

O turista que visitar Boa Nova, além de conhecer uma região de rara beleza, será presenteado pela rica cultura boa-novense, como as Pastorinhas, o Terno de Reis, os presépios, o tradicional São João, e quando setembro chegar, participará do marco dos festejos da cidade, a Festa da Padroeira.